# 란드베르크
란드베르크(Landberk)는 스웨덴의 프로그레시브 록 밴드이다. 풍성한 멜로트론 사운드와 자유롭고 어둡게 연주한 기타 멜로디가 특징적이다. 

## 음반목록
- 1992: Riktigt äkta/Lonely Land
- 1994: One Man Tells Another
  - 1994: Jag är tiden (EP)
  - 1995: Unaffected (Live)
  - 1995: Dream Dance (EP)
- 1996: Indian Summer